# Madhuca lecomtei
Madhuca lecomtei är en tvåhjärtbladig växtart som först beskrevs av André Aubréville, och fick sitt nu gällande namn av Pranom Chantaranothai. Madhuca lecomtei ingår i släktet Madhuca och familjen Sapotaceae.
Artens utbredningsområde är Kambodja. Inga underarter finns listade i Catalogue of Life.